# Молейнс, Уильям (1405—1429)
Уильям Молейнс (англ. William Moleyns; 1405 — 8 мая 1429, под Орлеаном, Королевство Франция) — английский рыцарь, старший сын сэра Уильяма Молейнса и его жены Марджори (в некоторых источниках Уэйлсборо). После смерти отца в 1425 году унаследовал обширные владения в Бакингемшире, Уилтшире и Оксфордшире с главной резиденцией в Стоук-Погесе. Участвовал в боевых действиях на континенте, погиб в боях за Орлеан. Был дважды женат: на Кэтрин Фоконер, дочери Томаса Фоконера, и на Анне Уэйлсборо, дочери сэра Джона Уэйлсборо и Джоан Рэли. Во втором браке родилась дочь Элеанора, жена Роберта Хангерфорда, 3-го барона Хангерфорда. Некоторые писатели XIX века утверждают, что Уильям и его предки носили баронский титул, но эти данные не соответствуют действительности: Молейнсов ни разу не приглашали в парламент как лордов. Первым бароном Молейнс стал зять сэра Уильяма.